# Iglesia de Valdesaz de los Oteros
La iglesia de la Asunción es un edificio de la localidad española de Valdesaz de los Oteros, en la provincia de León.

## Descripción
La iglesia de la Asunción se ubica en la localidad leonesa de Valdesaz de los Oteros, perteneciente al municipio de Pajares de los Oteros, en Castilla y León.
El inmueble formó parte del desaparecido monasterio de San Cipriano. Tiene como elemento principal la capilla mayor de la iglesia, construida en ladrillo y cubierta con rica armadura octogonal morisca. Las naves son de silllería, bien trazadas, con decoración exterior de orden toscano, tres arcos por banda, a medio punto y cubierta la nave mayor con una armadura guarnecida con lazo, todo ello de la segunda mitad del siglo XVI.

## Estatus patrimonial
El 15 de enero de 1982 fue declarada monumento histórico-artístico, mediante un real decreto publicado el 24 de marzo de ese mismo año en el Boletín Oficial del Estado, con la rúbrica de Juan Carlos I y de la entonces ministra de Cultura Soledad Becerril. En la actualidad está considerada Bien de Interés Cultural.